# Musée de Melbourne

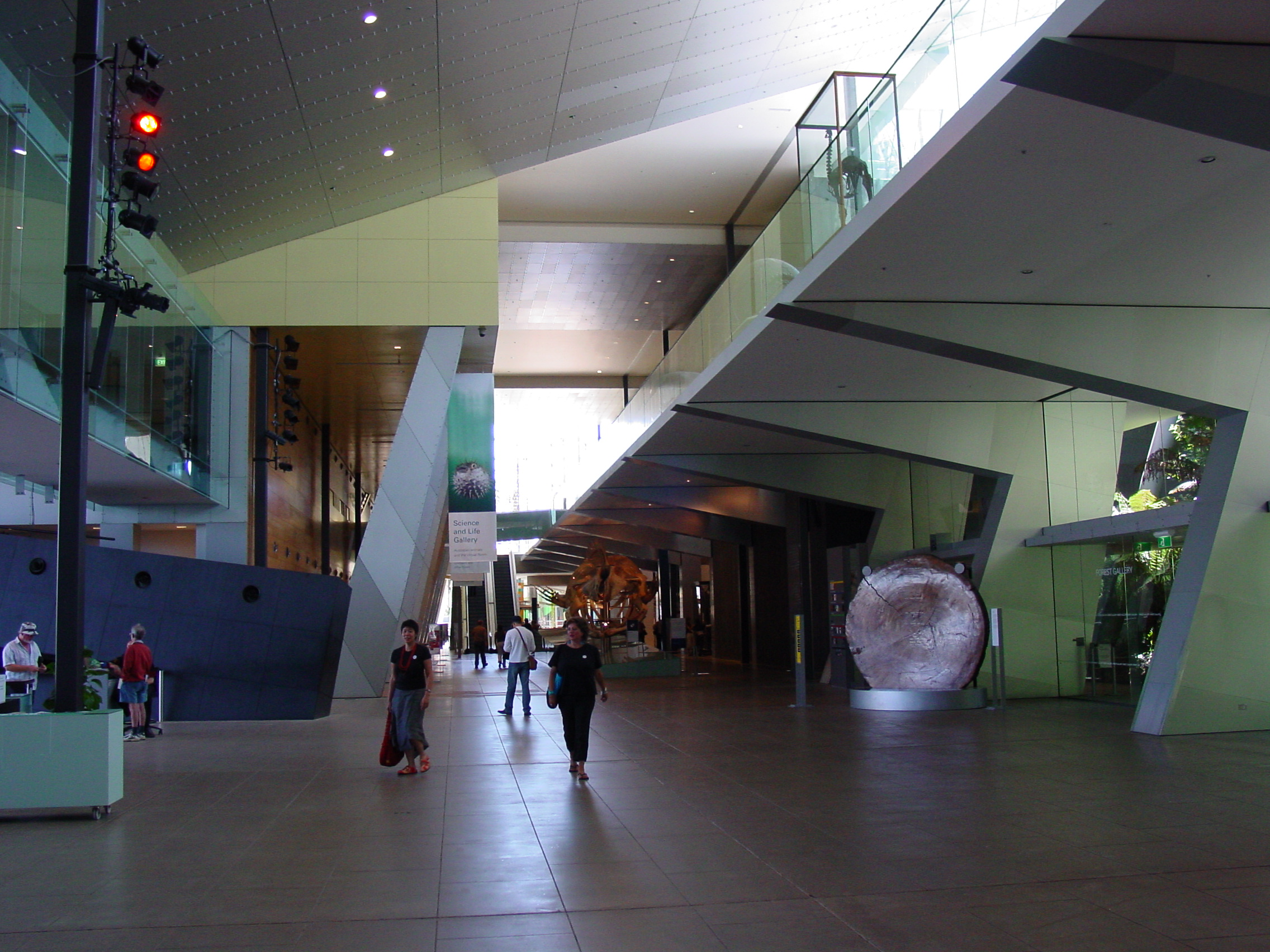
Le hall d'entrée

Le musée de Melbourne est situé dans les Jardins Carlton, un parc public de Melbourne, qu'il partage avec le Palais royal des expositions (« Royal Exhibition Building ») tout proche, vieux de plus d'un siècle. Le musée de Melbourne est le plus grand musée de l'hémisphère sud. Il dépend des musées du Victoria (en), une organisation qui gère aussi le musée de l'Immigration (en) et le musée des Sciences, également à Melbourne.

## Le musée
Le musée possède sept galeries principales, une galerie pour les enfants, et une galerie réservée aux expositions temporaires disposée sur trois niveaux. Il a été dessiné par le bureau d'architecte « Denton Corker Marshall Pty Ltd », et a été construit par l'entreprise de travaux publics « Baulderstone Hornibrook » entre janvier 1997 et octobre 2000. La façade du Palais royal des expositions fut restaurée pendant ces travaux. Le musée est formé de plusieurs bâtiments reliés entre eux par des passages intérieurs et par des cours-terrasses extérieures. Ces bâtiments sont réalisés en béton armé soutenant des structures métalliques. Les installations comprennent des théâtres, des galeries, des salles d'exposition à l'architecture étonnante, des jardins intérieurs, un aménagement paysager à l'arrière des bâtiments, et un parking.
Les bâtiments du musée abritent, au rez-de-chaussée, la « Galerie de la science et de la vie » (Science and Life Gallery), le « Musée des enfants », le « Centre culturel aborigène », le Théâtre IMAX, la « Galerie de la forêt » et un café. Au niveau supérieur, on trouve le Sidney Myer Amphitheatre, la « Galerie du Corps et de l'Esprit » (Mind and Body Gallery) et la « Galerie de Melbourne », qui retrace l'histoire de la ville. Au niveau inférieur, se trouvent le « Discovery Centre », un centre de recherche ouvert au public, un théâtre, « The Age », de 214 places, la boutique du musée, et le « Touring Hall ». À l'extérieur, « l'Events Plaza » recouvre un parking souterrain de 900 places sur deux niveaux. Neuf ascenseurs, trois monte-charges réservés aux matériels des expositions, et quatre escalators, desservent les trois niveaux.
Le « Touring Hall » accueille les expositions temporaires. Il y eut ainsi une exposition sur les momies d'Égypte, et une autre, venant de Chine, sur les dinosaures. La « Big Box » fait partie de la galerie des enfants. Le théâtre IMAX appartient au complexe du musée. Il présente  généralement des documentaires en format 3D.

## Principales expositions permanentes

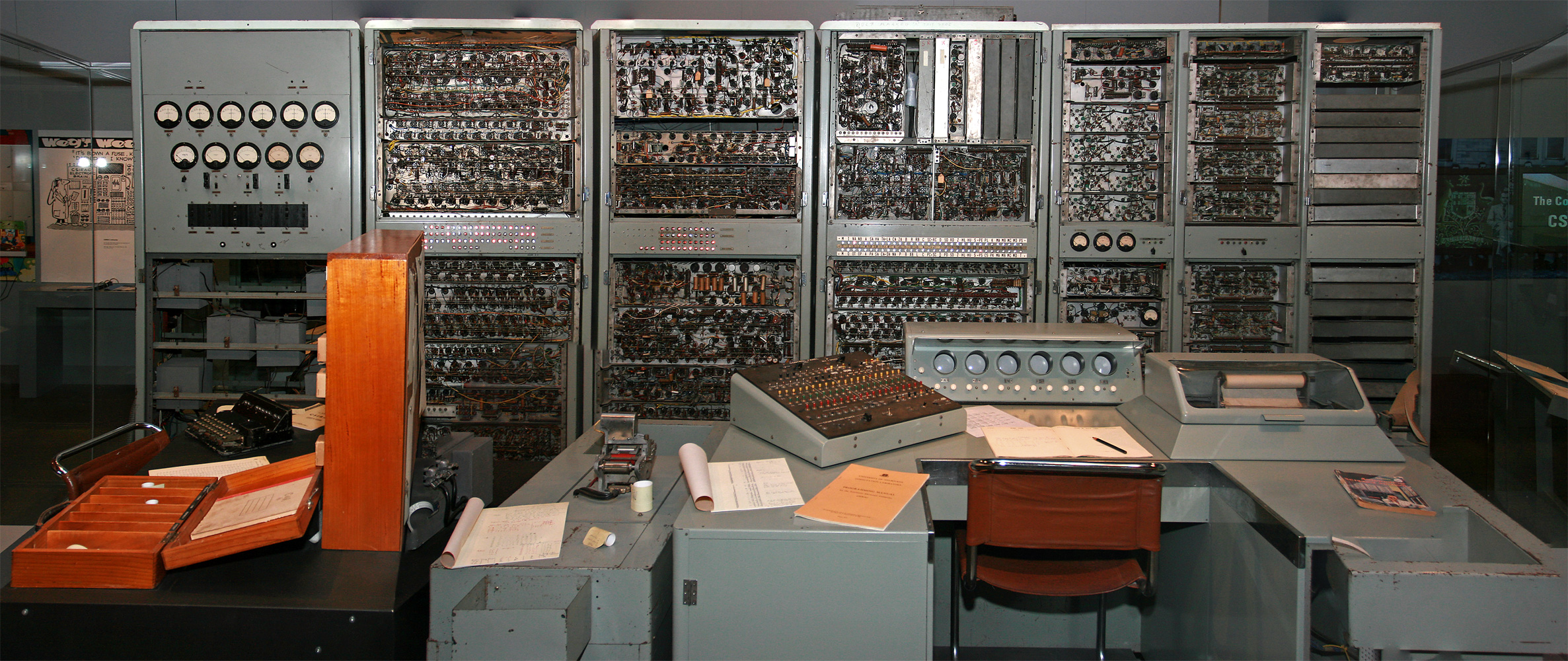
Le CSIRAC, le premier ordinateur digital d'Australie

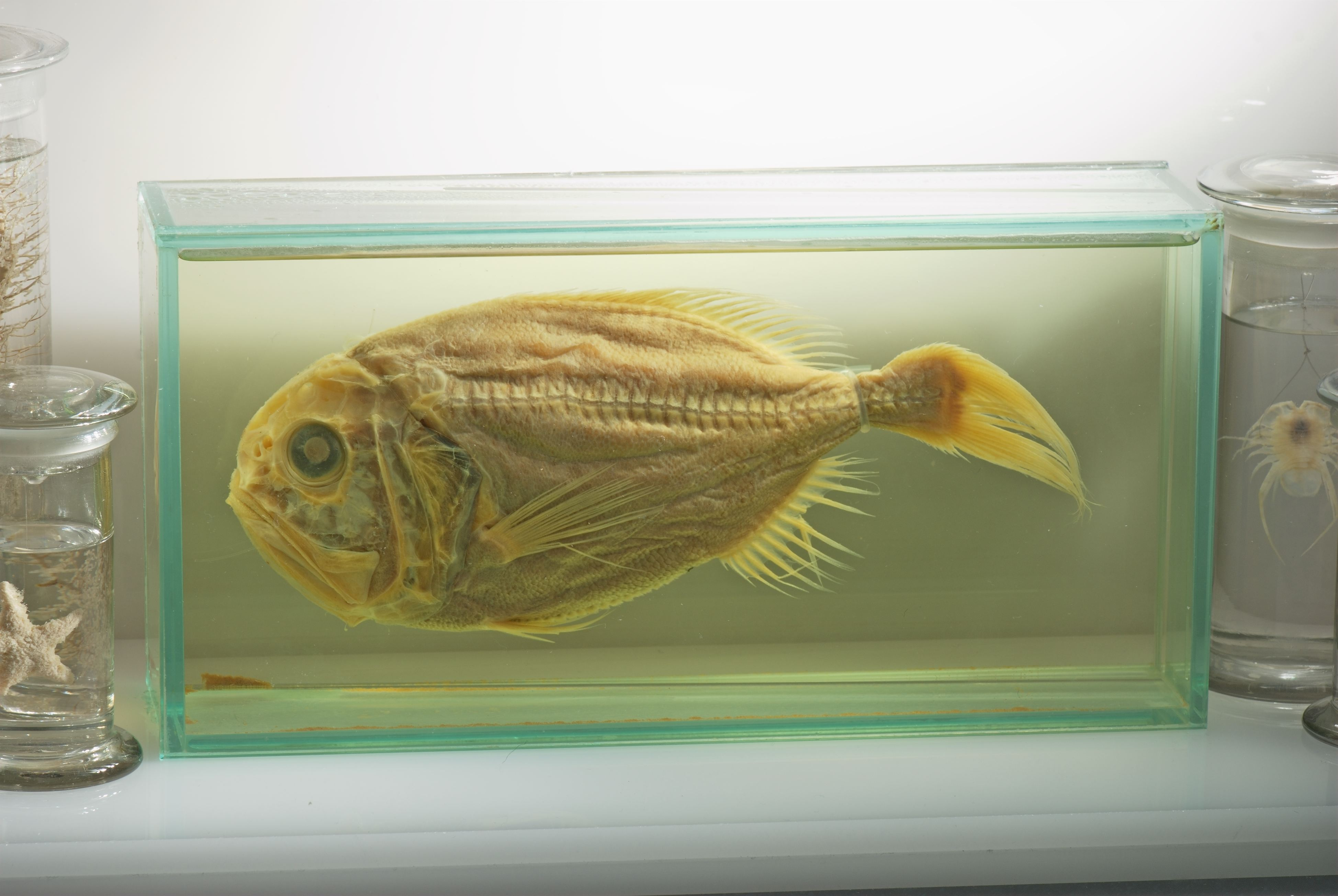
Exposition d'histoire naturelle au musée de Melbourne. Ici, un spécimen d'Hoplostèthe orange)

Les principales expositions permanentes sont :
1. « Science and Life Gallery » (galerie de la vie et des sciences), où se trouvent le squelette d'un diprotodon (une gigantesque créature ressemblant à un wombat), et des squelettes de dinosaures, tels que :
  - Tarbosaurus  (carnivore géant de la famille des Tyrannosauridés)
  - Mamenchisaurus  (un sauropode géant)
  - Tsintaosaurus
  - Hadrosauride
  - Gallimimus
  - Hypsilophodon
  - et beaucoup d'autres animaux préhistoriques, dont un Ptéranodon. Cette galerie contient encore d'autres expositions : la « Virtual Room » (la pièce virtuelle), « Bugs Alive! » (Insectes vivants!), « Marine Life » (la vie marine) et le CSIRAC, qui est le premier ordinateur construit en Australie en 1949 par l'organisme ancêtre du CSIRO. Pratiquement intact, il est le dernier ordinateur de première génération encore existant[3].
2. « Melbourne Gallery » (la galerie de Melbourne), où est exposé le corps de Phar Lap, un cheval de course qui gagna la Melbourne Cup en 1930. L'histoire de Melbourne y est racontée depuis le début des années 1800 jusqu'à aujourd'hui.
3. Le squelette d'une baleine bleue pygmée
4. « Mind and Body Gallery » (galerie du corps et de l'esprit), qui traite du corps humain, et qui est la première exposition au monde sur l'esprit.
5. « Evolution Gallery » (galerie de l'évolution), qui abrite au niveau supérieur l'exposition « de Darwin au DNA ». Le niveau inférieur est actuellement fermé pour cause de réaménagement.
6. « Forest Gallery » (galerie de la forêt), qui occupe deux niveaux, présente un environnement forestier vivant du Victoria, composé d'arbres et de fougères arborescentes indigènes adultes, peuplé d'oiseaux, de reptiles et d'autres animaux encore.
7. « Bunjilaka », une galerie présentant des expositions ayant pour thème les Aborigènes du Victoria. On y trouve, entre autres, un campement aborigène et son « jardin », où sont cultivées des plantes médicinales. Mais c'est surtout une introduction didactique aux mondes spirituel, politique et culturel des Aborigènes.
8. « Te Pasifika Gallery », une exposition qui met en lumière les réalisations maritimes des habitants des îles du Pacifique
9. « Children's Gallery » (musée des enfants), des expositions et des activités destinées aux jeunes de 3  à   8 ans.

## Histoire
Le musée fit ses tout premiers débuts lorsque le laboratoire d'essais du gouvernement organisa, le 9 mars 1854, quelques expositions à La Trobe Street. En 1858, Frederick McCoy, qui était professeur d'histoire naturelle à l'Université de Melbourne, fut nommé directeur du musée national.
Le Musée de Melbourne se trouvait à l'origine dans le même bloc d'immeubles, délimité par La Trobe street, Swanston street, Little Lonsdale street et Russel street, que la Bibliothèque d'État du Victoria et l'ancien musée national d'art (National Gallery). La station de métro proche prit le nom de Museum, puis fut rebaptisée « Melbourne Central » après le déplacement du musée dans les Jardins Carlton. La Bibliothèque d'État occupe maintenant tout le bloc, le musée d'art, appelé National Gallery of Victoria, se trouvant maintenant de l'autre côté du fleuve Yarra, dans le Southbank (en).

## Festival de Melbourne 2006
Le musée de Melbourne fut un des endroits qui accueillirent le « Festival Melbourne 2006 », un festival d'art qui se tint dans la cité en même temps que les Jeux du Commonwealth de 2006. Parmi les expositions organisées dans le musée, il y eut « Common Goods:Cultures Meet Through Craft » (Nos biens communs : les cultures se rencontrent à travers l'art), qui mettait en avant les œuvres d'artistes originaires de divers pays du Commonwealth, et « CARVE:Indigenous carving practices » (Sculpture : techniques de sculpture indigènes), montrant des techniques de sculpture employées en Australie, en Nouvelle-Zélande et au Canada.
Il y eut en outre le marché des producteurs du Victoria, « Victorian Producers' Market », où se vendaient les meilleurs produits régionaux, entre autres du vin et du fromage. Une compétition de cuisine « Culinary Pro Am of the Commonwealth » fut organisée entre les plus grands chefs de Melbourne, chacun représentant un pays du Commonwealth.
Un grand écran, placé sur le domaine du musée, était l'un des sept sites, où étaient projetés en direct des épisodes des Jeux, ce qui y attira des foules de spectateurs.

## Galerie

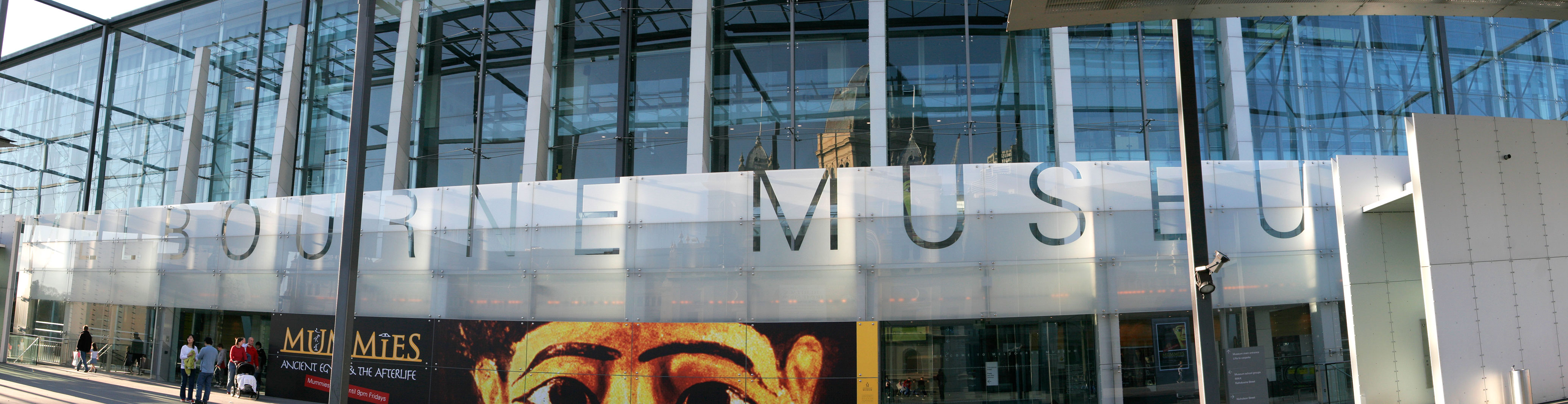
Le musée de Melbourne
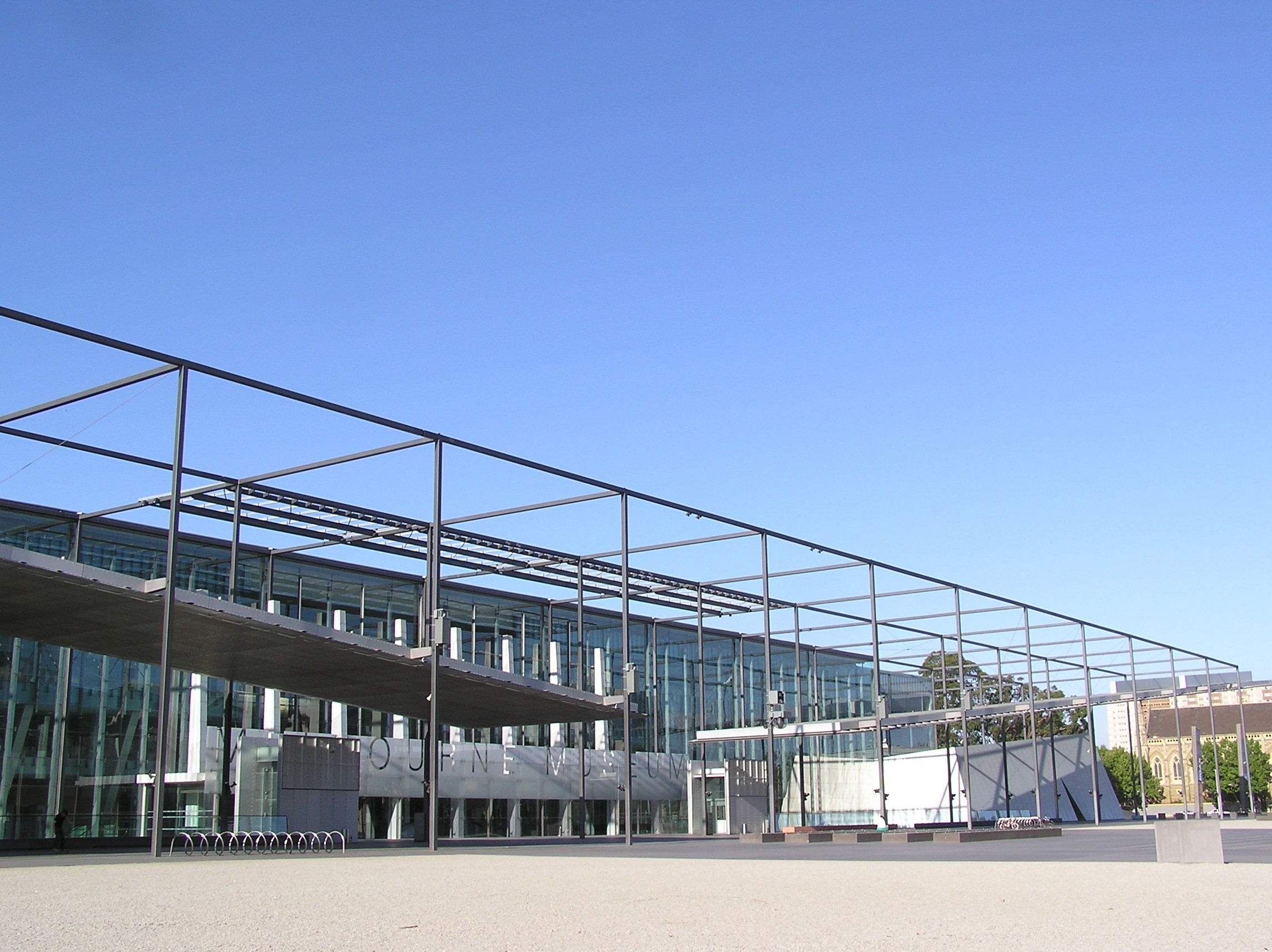
L'architecture moderne du musée